# 6ª Divisione fucilieri motorizzata
La 6ª Divisione fucilieri motorizzata (in russo 6-я мотострелковая дивизия?, 6-ja motostrelkovaja divizija, unità militare 77860) è un'unità di fanteria meccanizzata delle Forze terrestri russe, subordinata al 3º Corpo d'armata del Distretto militare centrale e con base a Mulino nell'oblast' di Nižnij Novgorod.

## Storia
La divisione è stata formata durante l'estate del 2022 come parte del nuovo 3º Corpo d'armata, costituito rapidamente al fine di essere impiegato in Ucraina per rimpiazzare le perdite subite dalle truppe russe in combattimento sin dall'inizio dell'invasione del paese. In seguito al fallimento del tentativo di contrastare la controffensiva ucraina nella regione di Charkiv del settembre 2022, le riserve del corpo d'armata sono state quindi trasferite negli oblast' di Donec'k e di Zaporižžja.
A marzo 2023 il 10º Reggimento corazzato della divisione è stato impiegato in combattimento in direzione di Avdiïvka, perdendo numerosi carri armati nel corso di diversi infruttuosi attacchi frontali. Fra il 2023 e il 2024 la divisione è stata schierata sul fronte di Bachmut, venendo rinforzata dal 1008º, 1194º, 1307º e 1442º Reggimento fucilieri motorizzato (unità militare 29297, 29593, 78567 e 95383), reclutati in seguito alla mobilitazione indetta in Russia nel 2022. Il 25 agosto 2023 è stato ucciso in combattimento nei pressi di Kliščiїvka il vice capo di stato maggiore di un battaglione del 1307º Reggimento, capitano Andrej Kalošin. Membri del 1307º Reggimento si sono fortemente lamentati della leadership della loro unità e di come venissero obbligati a partecipare ad assalti suicidi sotto minacce di morte. A seguito delle lamentele, il comandante del reggimento è stato rimosso dal proprio incarico. Successivamente, è stato scoperto che l'ufficiale sbagliato è stato licenziato. Inoltre, è stato riportato che il comandante di divisione, maggior generale Marat Ospanov, aveva adottato metodi violenti nei confronti dei propri subordinati, come tortura e morte. Durante la battaglia di Bachmut e gli scontri successivi sul fianco sud della città la divisione ha subito numerose perdite, fra cui il comandante del 76º Battaglione logistico, maggiore Oleg Jumagulov, e il comandante di uno dei battaglioni del 1008º Reggimento, maggiore Sajan Doržiev. In particolare ha preso parte ai combattimenti nell'area di Kliščiїvka durante la primavera del 2024.
Il 10º Reggimento corazzato della divisione ha invece continuato a operare nei pressi di Avdiïvka, prendendo parte alla fase finale della battaglia per la città. In seguito è stato trasferito alle dipendenze della 20ª Divisione fucilieri motorizzata, venendo quindi sostituito dall'89º Reggimento corazzato. L'8 agosto 2024 è stato ucciso in combattimento un comandante di battaglione del 57º Reggimento, maggiore Artëm Grebcov.
A partire da ottobre 2024 la divisione è stata impegnata nei difficili combattimenti in direzione di Časiv Jar, raggiungendo il villaggio di Stupočky nel maggio 2025. Il 16 dicembre 2024 e il 21 febbraio 2025 il 1307º Reggimento fucilieri motorizzato e il 27º Reggimento artiglieria sono stati promossi a unità delle guardie per decreto del Presidente della Federazione Russa. Nel marzo 2025 il 1194º Reggimento ha costituito nei propri ranghi il Battaglione d'assalto "Ratel". Il 16 aprile 2025 anche il 1442º Reggimento subordinato alla divisione è stato promosso a unità delle guardie.

## Struttura
- Comando di divisione
- 54º Reggimento fucilieri motorizzato (unità militare 31831)
  - 1º Battaglione fucilieri motorizzato
  - 2º Battaglione fucilieri motorizzato
  - 3º Battaglione fucilieri motorizzato
  - Battaglione corazzato
  - Battaglione artiglieria
  - Unità di supporto
- 55º Reggimento fucilieri motorizzato
  - 1º Battaglione fucilieri motorizzato
  - 2º Battaglione fucilieri motorizzato
  - 3º Battaglione fucilieri motorizzato
  - Battaglione corazzato
  - Battaglione artiglieria
  - Unità di supporto
- 57º Reggimento fucilieri motorizzato (unità militare 31832)
  - 1º Battaglione fucilieri motorizzato
  - 2º Battaglione fucilieri motorizzato
  - 3º Battaglione fucilieri motorizzato
  - Battaglione corazzato
  - Battaglione artiglieria
  - Unità di supporto
- 89º Reggimento corazzato (unità militare 53015)
- 27º Reggimento artiglieria delle guardie (unità militare 52436)
  - 1º Battaglione artiglieria
  - 2º Battaglione artiglieria
  - Battaglione artiglieria lanciarazzi
  - Unità di supporto
- 737º Battaglione artiglieria controcarri
- 52º Battaglione artiglieria missilistica contraerei (unità militare 86558)
- 51º Battaglione ricognizione (unità militare 47043)
- 7º Battaglione comunicazioni (unità militare 35060)
- 76º Battaglione logistico
- Battaglione manutenzione
- Battaglione genio
- Battaglione medico
- Compagnia comando
- Compagnia guerra elettronica
- Compagnia UAV
- Compagnia difesa NBC

## Comandanti
- Maggior generale Marat Ospanov (2022 - in carica)[25]